# Alto padre
El Alto Padre (Izaya el Heredero) es un personaje ficticio que aparece en los cómics estadounidenses publicados por DC Comics. Una parte integral del mito del Cuarto Mundo de Jack Kirby, Alto Padre es un Nuevo Dios, líder del planeta Nuevo Génesis y la contraparte positiva del malvado Darkseid.

## Historia de la publicación
Highfather fue creado por Jack Kirby y apareció por primera vez en The New Gods # 1 (marzo 1971).
El personaje jugó un papel importante en The Great Darkness Saga, una historia de 1982 en The Legion of Super-Heroes.
Su nombre es una variante fonética del profeta Isaías del Antiguo Testamento. Highfather se parece temáticamente al dios nórdico Odín (conocido como el padre de todos).

## Biografía del personaje
El verdadero nombre del Alto Padre (Highfather) es Izaya conocido a veces como Izaya el heredero. Su nombre es la versión fonética del profeta del antiguo testamento Isaías. El Alto Padre sería una versión tanto del dios griego Zeus como del dios nórdico Odín (quien es conocido como el padre de todo).
Darkseid usó a Izaya en su plan para controlar Apokolips. Durante una incursión de su tío, Steppenwolf, Darkseid parece matar tanto a Izaya como a su mujer. Sin embargo, intencionalmente, Darkseid tan solo paraliza a Izaya sabiendo que buscará vengarse contra Steppenwolf, lo que él hace, matándolo y dejando libre el camino hacia el poder a Darkseid.
Para alcanzar la paz con Apokolips, Izaya y Darkseid hacen un pacto en el que intercambian a sus hijos. Darkseid cría a Scot Free, mientras que Izaya cría a Orión. Izaya logra controlar al salvaje Orión y se convierte en uno de los más grandes guerreros de Nuevo Génesis. Sin embargo, Scott (el Sr. Milagro) escapa de Apokolips, tal y como lo había planeado Darkseid, lo que rompe el pacto entre Nuevo Génesis y Apokolips. Izaya y Scott se reencontraron, aunque las relaciones entre ambos jamás fueron fáciles.
El Alto Padre consulta habitualmente a "La Fuente", un campo de energía primario representado por un misterioroso muro donde hay escritos mensajes que podrían ser de ayuda para resolver crisis. Aunque nunca quedó claro en la serie de los Nuevos Dioses, la Fuente parece ser una especie de gran poder (quizá incluso un dios), lo que convierte a Izaya no solo en un líder político sino también espiritual para su gente. Como gobernante de Nuevo Génesis, es agradable y compasivo, aunque está preparado para defenderla de cualquier amenaza.
Durante la serie limitada Génesis es vencido en combate por Ares, el dios griego de la guerra. Como líder de Nuevo Génesis le sucede Takion, un héroe terrestre que es un conducto vivo de la Fuente. Desde su muerte, el espíritu de Izaya ha servido como miembro de la Quintaesencia, un consejo de poderosas entidades cósmicas que observan los sucesos del universo.
El Alto Padre aparecería más tarde en Seven Soldiers: Mister Miracle como líder de los supervivientes de Nuevo Génesis que viven como vagabundos en la Tierra tras la destrucción de su mundo. Sin embargo, la mayoría de los hechos de esta miniserie resultaron ser una visón de posibles hechos, dejando desconocida la situación del Alto Padre y de Nuevo Génesis.

### Los Nuevos 52
En Los Nuevos 52 (el reinicio del universo de DC Comics), la historia de Highfather se reescribe.

#### Vida Mortal
Antes de que existieran Nuevos Génesis, Apokolips, o incluso Nuevos Dioses, hubo mudgrubbers (mortales). Los Dioses Antiguos se alzaban sobre ellos en el antiguo mundo de Urgrund. Mucho antes de su ascensión, Izaya, era un simple granjero, viviendo con su esposa, Avia. Su hermano menor, Uxas, creció resentido de la crueldad de los viejos dioses que adoraban, así que él comenzó una guerra entre ellos. Esta guerra destrozó su planeta, destruyó la mayor parte del panteón y mató a casi todos los seres vivos. Izaya se llevó a su esposa moribunda, ya que Uxas se convirtió en Darkseid al drenar el resto de los poderes divinos de los viejos dioses. Por casualidad Izaya se encontró con el Skyfather de los viejos dioses y le rogó que los protegiera. Pero Skyfather, como todos sus hermanos, estaba casi muerto. La deidad transformó a Izaya en el Nuevo Dios Padre, que trató de acabar con el desastre que había causado su hermano. Esperaba que juntos, como dioses nuevos, pudieran usar sus poderes para restaurar juntos su mundo roto, pero Darkseid se negó. La batalla que siguió diezmó aún más el planeta.

#### Nueva Deidad
Después de un tiempo, el silencio recorrió el espacio vacío donde se encontraba su mundo. Un tiempo después, el padre de Uxas y el padrastro de Izaya, el temido Dios viejo Yuga Khan, repentinamente resurgió. Muy enojado por la matanza de sus progenies rebeldes de sus viejos Dioses, utilizó la Ecuación anti-vida para resucitar a todos los muertos por Darkseid, así como para inhibir los poderes divinos robados que sus hijos tomaron. Una gran batalla estalló entre los miembros de la familia en el suelo arruinado en Urgrund, donde Uxas e Izaya lucharon contra su padre tiránico y su ejército reanimado.
Mientras Izaya fue clavado por su padre para afirmar que el tiempo del Viejo había terminado y que las nuevas maneras debían permitir que muchos lideraran en lugar de solo unos pocos, Khan lo denunció, declarando que Uxas nunca compartiría el poder que ellos tuvieran acumulado. Uxas se acerca detrás de su padre escupiéndole mientras sumerge la herramienta que utilizó para matar a sus predecesores divinos en su espalda matandolo, siendo mucho horror para Izaya. La relevancia del acontecimiento fue cronificada y nombrada "el día final", pues los dioses viejos no eran más, y los hermanos se llamaron los nuevos dioses en su lugar.
Eons más tarde Darkseid llegó a un acuerdo con Highfather, rehacer su hogar roto juntos. Una era de paz reinó por un tiempo, con el Alto Padre aparentemente reviviendo a Avia como su Novia Dios, pero el pasado y los viejos hábitos volvieron a aparecer cuando Darkseid asesinó y supuestamente violó a la esposa de Izaya cuando entró cubierto con la sangre de su propia hermana. El conflicto finalmente estalló entre los dos hermanos una vez más, cuando Izaya enfrentó su mundo del Trono de Génesis contra su imperio penal del hermano maldito y enloquecido de Apokolips. La guerra entre los nuevos dioses se encendió durante incontables eones, pero a los siete días del conflicto los muertos ya habían superado a los vivos. Darkseid eventualmente fue desterrado de nuevo a su dominio infernal, mientras que el propio Highfather creó una sociedad utópica que se suspendería para siempre sobre los restos destrozados por la guerra de su reino diezmado llamado Nuevo Génesis.

#### Conflicto y pérdida de la humanidad
Las batallas entre Nuevo Génesis y Apokolips ocasionalmente se intensificarían, sin obtener una ventaja significativa sobre la otra. Las batallas llegarían a un pico, cuando las órbitas de los planetas alrededor del mismo sol acercarían los dos mundos y amenazarían con todo tipo de desastres planetarios.
Para proteger sus propios intereses, Metrón el Dios observador se acercaría a ambos señores, ofreciendo una tregua para reducir la lucha constante. Horrorizado con los términos establecidos por el partido neutral y el señor oscuro, a quien Metron se había acercado primero, Highfather tendría que seleccionar un hijo a su cuidado para comerciar con la propia progenie de Darkseid. En un intento desesperado por acabar con todo el conflicto, Highfather se aventuró más allá de su dominio y de la realidad misma. Recientemente perdió a un querido amigo en las batallas que siguieron comenzando entonces a renunciar en su conflicto, se dirigió al multiverso esperando encontrar la respuesta que busca en el Muro de la fuente. Encontró un obelisco llamado el fragmento fuente cerca del Muro.
El fragmento es un remanente del muro original de la fuente que fue destruida cuando los dioses viejos habían muerto, solamente el más valiente, necio y desesperado viene a este dominio infernal para el consejo de él. Exigiendo una respuesta después de todo lo que había perdido y todo lo que pronto perdería ante este demente tratado, mientras el fragmento permanece en silencio, el líder del Nuevo Génesis se encarga de ordenar al fragmento que hable con él después de siglos de silencio. Deseando saber cómo puede promulgar un esfuerzo que condenaría a su hijo, a sí mismo a la memoria de su amada Avia. A medida que el fragmento hace su veredicto declarando que el destino de Izaya ha sido sellado, el rechaza tal afirmación ya que la fuente le pide demasiado.
La Esencia de la Fuentes es poco más que un tormento como penitencia por sus pérdidas y acciones cometidas durante la guerra. Preguntando quién es él realmente si es un salvador o un destructor; La Fuente pronto indica que hará lo que se debe hacer diciendo que Highfather es de La Fuente ahora. En un resplandor de luz, Izaya fue golpeado quedando inconsciente. Entonces una voz apacible se alzó sobre el inmóvil Padre indicando que él diría que vendría a odiar su nombre sin saber nunca por qué. Decir que él llegaría a aceptar el destino elegido para él sin duda, que él tomaría y amaría el hijo de Darkseid mientras que él intercambiaría el último recuerdo de su amada Avia a sus homólogos trastornados. Prometiendo para siempre soportar la carga. Prometiendo para siempre asumir la carga de que son seres destrozados, manteniendo a su amada Avia viva dentro de su corazón, este ser se muestra como el centro moral de Izaya que ahora toma la forma del "Hombre Infinito" que promete viviría como la conciencia que se había rendido, sabiendo el precio que pagó para convertirse en lo que es lo que ambos son y juró un día volver a reclamar.

### Contacto conTierra Prima
Después de que La fuente detecta un peligro poderoso próximo que potencialmente dará lugar al tiempo del final y se origina en alguna parte en la tierra Highfather envía Orion para parar esto. Esta amenaza inicialmente se piensa que es "Zeke" el último hijo de Zeus, lo que causa un conflicto moral en Orión, ya que no quiere matar a un niño. Sin embargo, la amenaza se revela más adelante siendo el primer nacido de Zeus, un monstruo que desea solamente su derecho de nacimiento; Olimpo, destruyendo todo en su camino para conseguirlo. El propio Highfather aparece después de que Orion traiga una Mujer Maravilla, Hera y Zola gravemente heridas a Nuevo Génesis para escapar del Primogénito.

## Poderes y Habilidades
Highfather es uno de los Nuevos dioses más poderosos, puede manipular enormes cantidades de energía denominados "Efecto Alfa", y son usados para sus propios fines a través de su bastón, que es un manifiesto físico de lo que yace más allá del poder inconcebible de la Fuente misma. Darkseid alguna vez hizo inútil el bastón, pero desde entonces ha restablecido su vínculo con la Fuente y ha recuperado sus poderes. Highfather es un inmortal con altos niveles de súper fuerza, resistencia, velocidad y reflejos, al igual que Darkseid. Como Izaya, fue un excelente combatiente mano a mano y un maestro de armas. Sin embargo, dejó atrás las formas de combate cuando asumió el papel de Highfather.

## Apariciones en otros medios

### Televisión
- En el Universo animado de DC Comics, Highfather hace su debut apareciendo por primera vez en Superman: la serie animada en el episodio de la temporada 2 "Apokolips ... Ahora! Part II" pero sin ningún diálogo. También hace un cameo en el episodio final de la serie "Legado".
- Highfather recibe su primer papel de habla en el episodio de dos partes "Anochecer" de la liga de justicia es doblado por el actor Mitchell Ryan. Luego de que Darkside rompiera su tratado y atacara Nuevo Genesis, todas sus naves son destruidas y una es enviada por un tubo de luz directo hacia el, lo que casi acaba con su vida, Cuando el emerge de los escombros Highfather lo contacta y le advierte "Si rompe el tratado de nuevo no mostrara piedad". Luego de que Darkside pidiera ayuda a la Liga por el ataque de Brainiac (por el hecho de haber atacado Nuevo Genesis sus tropas fueron diezmadas) Batman y Mujer Maravilla viajan a Nuevo Genesis es busca de la ayuda de Orión, sin embargo Orión los lleva con Highfather con el objetivo de que este alistara tropas y acabar de una vez con Apokolips, Highfather decide consultar a La Fuente antes de realizar alguna acción, aunque de igual forma Orión decide ir. El episodio finaliza con la aparente muerte de Darkside y Brainiac.
- A pesar de no aparecer en la Liga de la Justicia Ilimitada es mencionado por Kanto Luego de que Darkseid fuera revivido accidentalmente por Lex Luthor y los miembros restantes de la Sociedad Secreta, quien se dirigiría a la tierra a destruirla para después ir a Nuevo Genesis.
- A pesar de que nunca fue mencionado por su nombre en la última temporada de Smallville, Kara Zor-El mencionó otro ser, que se dedicó a difundir la Luz y crio a Orión hijo de Darkseid, lo que es más probable que sea una referencia a Highfather.

### Película
- Una versión alternativa del universo de Highfather aparece en la película animada Liga de la Justicia: Dioses y monstruos. Es doblado por Richard Chamberlain. En lugar de intercambiar a Orión hijo de Darkside y Sr. Milagro su hijo, Bekka (más una versión de la Mujer Maravilla) se casaría con Orión para traer la unión de Apokolips y Nuevo Génesis. Sin embargo, Highfather traiciona Darkseid y lo asesina junto con su élite poco después de que Orion y Bekka se casaron. Al final Orion también es asesinado por el, esta acción hace que Bekka salga para la Tierra.